# 南卫理公会大学
南卫理公会大学，是一所位於美國德克萨斯州达拉斯市附近 University Park 的私立研究型大学，並在新墨西哥州陶斯設有分校。該校在1911年由監理會成立，但對學生招收和教學並無宗教色彩。
截至 2020 年秋季，該大學共有 12,373 名學生，其中本科生 6,827 名，研究生 5,546 名，是 SMU 歷史上最大的學生群體。 截至 2019 年秋季，其教學人員為 1,151 人。根據美國新聞與世界報導的2022年排名，SMU在美國全國大學中排名第72位。該大學被卡內基教學促進基金會歸類為“R-1：博士大學 - 研究活動非常活跃”(R-1: Doctoral Universities – Very High Research Activity)。

## 历史和现状
1911年4月17日監理会建立学校，保证并承诺教学无宗派倾向，学术自由和开放研究。感謝達拉斯領導人和當地居民的支持，他們承諾提供 30 萬美元給大學。因此校園第一栋建筑命名为达拉斯厅，其至今仍是这所大学的标志和校園中心。该建筑设计模仿了維吉尼亞大學圓廳圖書館，于1915年建成并开放。当时把整座大学全部设置在这座建筑物内，甚至包括银行和理发店。因为达拉斯厅建于小山坡上，SMU也被昵称为“山头”。大学的印章被刻在圆形大厅的地板上。达拉斯厅目前被登记为國家史蹟名錄。
大学的第一任校长，Robert S. Hyer，选择了哈佛红和耶鲁蓝作为学校的颜色，以标志SMU的高标准。
学校拥有众多博士、硕士项目，尤以商学院MBA，法学院JD，人文学院英语、经济、历史、心理、人类学等项目著称于世。

## 学术
在2025年版的《美國新聞與世界報道》將南卫理公会大學列為全美第91名。該校的音樂學院是全美最好的音樂學院之一，商學院全國排名25，法學院全國排名第46。

### 学院

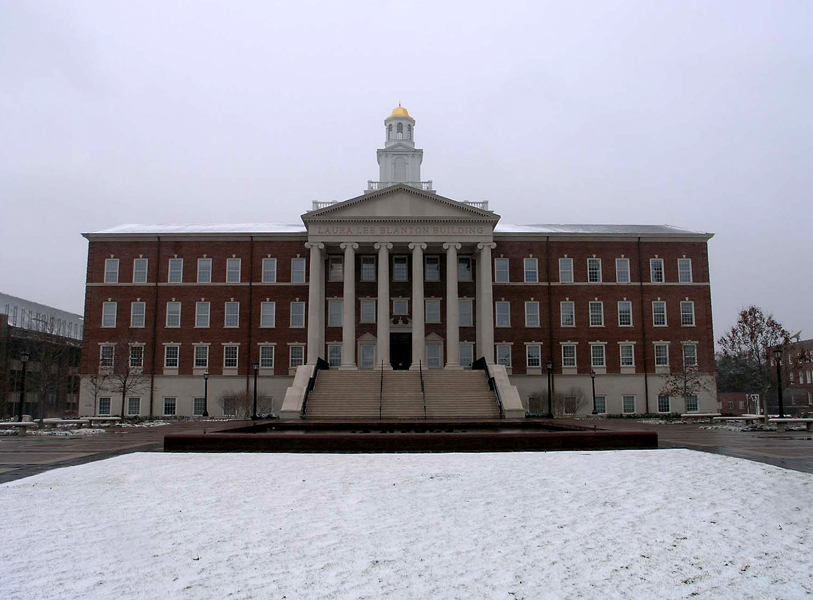
雪中的劳拉·李·布兰顿厅

SMU有7所承认学历的学院：
- 戴德曼人文和自然科学院
- 考克斯商学院
- 迈都斯艺术学院
- 莱尔工学院
- 教育和人类发展学院
- 戴德曼法学院
- 玻尔金斯神学院

### 学生统计
- SMU有形形色色的学生。21.6%的本科生声称是少数族裔。每年的学生都来自所有50个州，华盛顿特区，和几近100个不同的国家。
- 国际学生人数最多的国家是印度, 中国, 墨西哥, 巴拿马, 韩国, 危地马拉, 加拿大, 日本, 土耳其, 和萨尔瓦多.
- SMU的男女比例接近1:1，师生比例为1:12。本科生平均年龄是20.6，研究生和专科生平均年龄是32.3。
- 三分之二的本科生和42%的研究生是宗教成员。23.1%是卫理公会教徒，22.9%是天主教徒。其他的宗教包括犹太教，印度教和伊斯兰教。

## 流行文化
- 总统艾森豪威尔一次嘲讽道“无神论者就是观看圣母大学对SMU的美式足球赛而不关心谁赢的人。”
- 福特汽车公司的福特野马以SMU的吉祥物野马Peruna为名。
- 奥利佛·斯通的电影《生於七月四日》中有一个场景拍摄于达拉斯厅西翼外面。
- 在《断背山》的一个场景中，安妮·海瑟薇的人物Lureen和她的女友提到她们在SMU的日子。
- 福克斯广播公司的电视剧《越狱》在2006-2007季有一集拍摄于SMU。

### 學業
- Southern Methodist University（页面存档备份，存于）
- SMU Student Senate
- SMU Dedman College （页面存档备份，存于）
- SMU Cox School of Business （页面存档备份，存于）
- SMU School of Engineering （页面存档备份，存于）
- SMU Dedman School of Law
- SMU Underwood Law Library
- SMU Meadows School of the Arts （页面存档备份，存于）
- SMU Meadows Museum （页面存档备份，存于）
- SMU School of Education and Human Development
- SMU Perkins School of Theology （页面存档备份，存于）

### 非學業
- SMU-in-Legacy
- SMU-in-Taos （页面存档备份，存于）
- SMU Study Abroad Program （页面存档备份，存于）
- SMU University Honors Program in the Liberal Arts （页面存档备份，存于）
- SMU Athletics